# Matze brei
Matze brei (em iídiche:  מצה ברײַ: mingau de pão ázimo) ou Matziyá em (em hebraico:  מצה מטוגנת), é um prato feito de pão ázimo granulado e molhado - e ovos. A massa é frita como uma panqueca. É consumido principalmente na festa judaica de Pessach. Pode ser servida salgada ou doce.

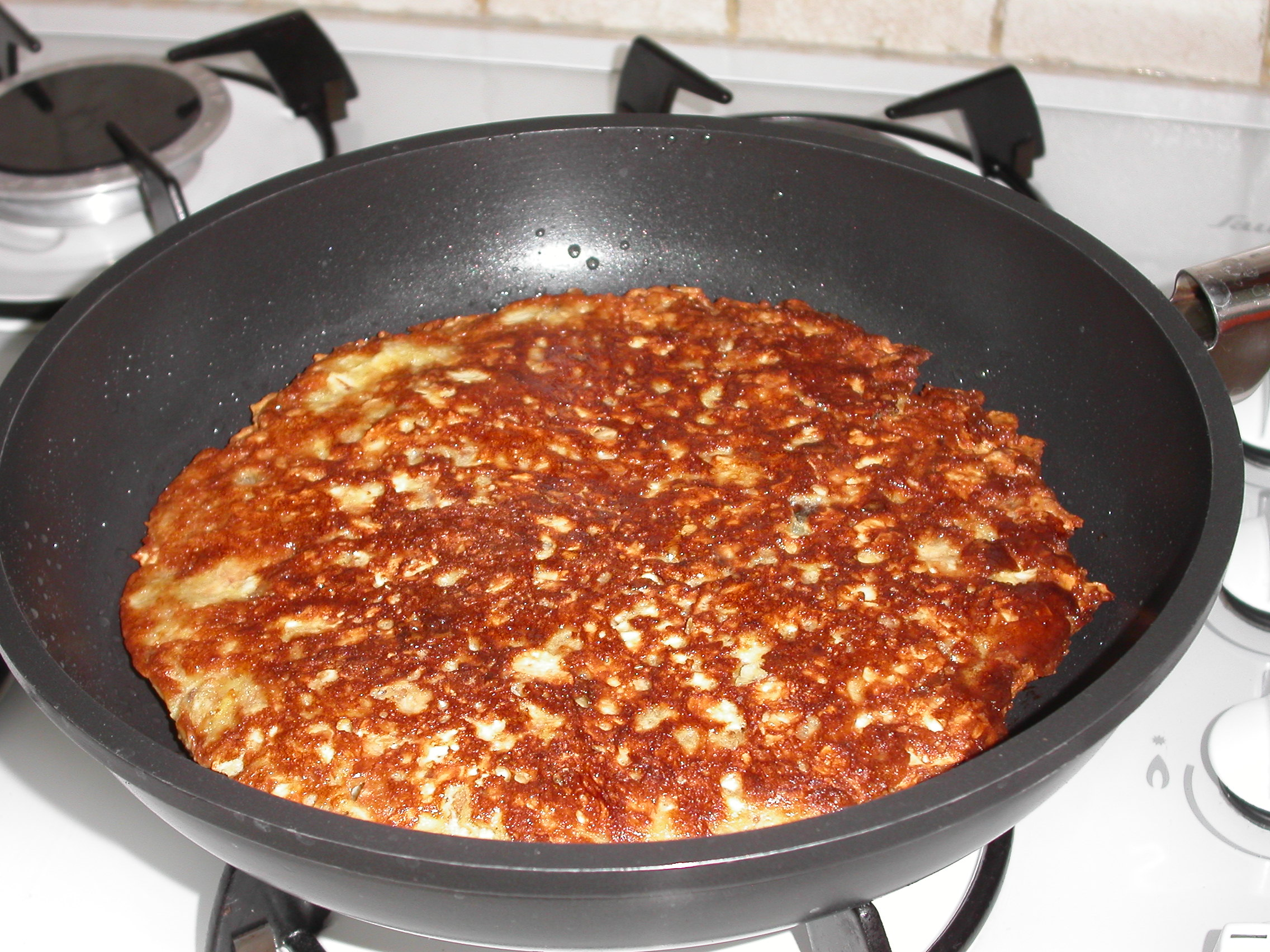
Matze brei